# Hierden
Hierden est un village néerlandais situé dans la province de Gueldre. Le 1er janvier 2007, Hierden comptait 2 690 habitants.
Hierden est situé dans la commune de Harderwijk, à l'est de la ville, sur le Hierdense Beek. Le village a su maintenir un caractère rural et agricole.